# Friedrich Dowedeit
Friedrich Dowedeit (auch Fritz) (* 4. Dezember 1892 in Augskalinen bei Gumbinnen in Ostpreußen; † Januar 1965 in Ost-Berlin) war ein deutscher Politiker der Kommunistischen Partei Deutschlands (KPD). Er war von 1924 bis 1931 Abgeordneter des Ostpreußischen Provinziallandtages und Stadtrat in Gumbinnen.

## Leben
Dowedeit wurde als Sohn einer Arbeiterfamilie nach der Volksschule Maurer in Insterburg. Nach seinem Wehrdienst 1911 bis 1913 kämpfte er von 1914 bis 1918 als einfacher Soldat im Ersten Weltkrieg. Von Kriegsende bis 1931 war er als Polier in Gumbinnen tätig.
1919 trat Dowedeit in die Sozialdemokratische Partei Deutschlands (SPD) ein und wechselte 1921 zur KPD. Von 1921 bis 1931 war er Kreisvorsitzender der KPD in Gumbinnen und von 1924 bis 1931 Abgeordneter des Ostpreußischen Provinziallandtages und Stadtrat in Gumbinnen. Nachdem er 1931 sein Mandat im Provinziallandtag niedergelegt hatte, rückte Otto Zimmernink nach. 1931 wurde Dowedeit Funktionär bei der Reichsleitung der Revolutionären Gewerkschaftsopposition (RGO), und war zeitweise RGO-Sekretär für den Bezirk Ostpreußen und Mitglied der RGO-Reichsleitung.
Nach der Machtergreifung der Nationalsozialisten und dem Verbot kommunistischer Arbeit im März 1933 unterstützte Dowedeit die Partei auch in der Illegalität. Noch 1933 wurde er verhaftet, kam aber wieder auf freien Fuß. Bis zum Ende des Zweiten Weltkriegs lebte Dowedeit unbehelligt als selbständiger Kohlenhändler und Kaufmann in Berlin.
Nach Kriegsende wurde Dowedeit Gewerkschaftsfunktionär in der Sowjetisch besetzten Zone Deutschlands (SBZ) und Mitglied der Sozialistischen Einheitspartei Deutschlands (SED). 1945/46 war er Sekretär des Zentralvorstands der Industriegewerkschaft Land und Forst innerhalb des Freien Deutschen Gewerkschaftsbunds (FDGB) und 1946/47 Referent beim Präsidenten der Deutschen Zentralverwaltung für Land- und Forstwirtschaft Edwin Hoernle.
Von 1947 bis 1950 arbeitete Dowedeit wieder als selbständiger Kaufmann. Sein Kleinunternehmen ging 1951 im Konsumverband Berlin-Mitte auf. Am 4. Januar 1952 wurde Dowedeit wegen „parteischädigenden Verhaltens als Opportunist und Sektierer“ aus der SED ausgeschlossen, jedoch 1957 wieder aufgenommen. Bis 1959 war er Mitarbeiter der Kommunalen Wohnungsverwaltung Berlin-Prenzlauer Berg.